# Emigrant (film)
Emigrant är en svensk kort dramafilm från 1910 i regi av Gustaf "Muck" Linden

## Om filmen
Filmen har aldrig visats offentligt. Den spelades in vid Svenska Biografteaterns ateljé i Kristianstad med exteriörer från Prästgatan i Gamla stan, Stockholm av Robert Olsson. Som förlaga hade man Henning Bergers noveller 86 Clark Street och En hälsning som ingår i novellsamlingen Där ute och andra noveller från 1901.

## Roller
- Torre Cederborg – Åke Holm
- Gucken Cederborg – Elvira Holm, hans mor
- Lilly Wasmouth – Vera Holm, hans syster
- Frithiof Strömberg – Sven Brandt, en vän
- Ivan Hedqvist – bondfångare
- Nils Johannisson – bondfångare
- Axel Janse – bondfångare
- Gerda André – flicka på krogen
- Anna-Lisa Hellström – flicka på krogen
- Albin Lavén – kontorschef
- Carl Browallius – kontorist/svensk läkare
- Harry Wolf – poliskonstapel/ung man som får Åkes plats
- Emile Stiebel – "pantlånarjude"